# Virgltunnel (Eisenbahn)
Der Virgltunnel (italienisch Galleria Virgolo) ist ein in Bau befindlicher Eisenbahntunnel im innerstädtischen Bereich der Südtiroler Landeshauptstadt Bozen. Der das Virgl-Massiv durchstoßende Tunnel mit einer Länge von 532,80 m wird zwei Gleise der Brennerbahn und ein Gleis der Bahnstrecke Bozen–Meran in sich aufnehmen. Die Bauarbeiten begannen 2024.

## Beschreibung
Das Nordportal (267 m s.l.m.) liegt knapp südlich der Eisenbahnbrücke über den Eisack und des Bahnhofs Bozen. Von dort wird der Tunnel weitestgehend einröhrig und dreigleisig durch das feste Gestein des Virgl in einem leicht nach Süden ausschlagenden Bogen Richtung Südwesten geführt. Nach 513,80 m teilt sich der Tunnel: Ein etwas kürzerer zweigleisiger Ast erreicht nach weiteren 10,90 m sein Südportal (262 m s.l.m.), ein mit 19 m etwas längerer eingleisiger Ast kommt leicht südlich versetzt ans Tageslicht. Die nur auf kurzer Strecke beibehaltene Aufteilung in zwei Äste ist dadurch begründet, dass knapp hinter dem Südportal die Pfeiler der auf einem Viadukt geführten Brennerautobahn nicht genug Platz für drei parallel verlaufende Gleise lassen.
Der Eisenbahntunnel wird nach seiner Fertigstellung der dritte Virgltunnel sein. Der erste Tunnel verläuft seit 1940 knapp östlich und ist Teil des innerstädtischen Abschnitts der Brennerstaatsstraße. Der zweite Tunnel wurde 1974 eröffnet und verläuft ebenfalls knapp östlich, aber in deutlich erhöhter Lage; bei ihm handelt es sich um einen zweiröhrigen Straßentunnel der Brennerautobahn.

## Funktion
Der Bau des Virgltunnels beseitigt gleich zwei wesentliche Problematiken im Südtiroler Eisenbahnverkehr. Zum einen ist die direkt unter der steilen Westflanke des Virgl geführte Bestandtrasse ein stark steinschlaggefährdeter Abschnitt der international bedeutsamen Brenner-Transitroute. Zum anderen ist die nur zweigleisige Bestandtrasse seit 1980 ein verkehrstechnischer Flaschenhals. Damals erfolgte die großräumige Verlegung der innerstädtischen Trasse der Bahnstrecke Bozen–Meran, die bis dahin eine eigenständige Einfahrt in den Bozner Bahnhof gehabt hatte. Seither mündet das Gleis der Bahnstrecke Bozen–Meran südlich des Virgl in die zweigleisige Brennerbahn, was die Trasse im Bereich des Virgl durch den dicht getakteten Bahnverkehr an die Kapazitätsobergrenze brachte. Der dreigleisige Virgltunnel wird im Verbund mit seinen gleichzeitig gebauten dreigleisigen Zulaufstrecken dafür sorgen, dass die Züge der Bahnstrecke Bozen–Meran wieder unabhängig von den Gleisen der Brennerbahn bis in den Bozner Bahnhof geführt werden können.